# Janusz Szrom
Janusz Szrom (Grodków, 16 novembre 1968) è un cantante polacco, insegnante di canto e pubblicista.

## Biografia
Ha cominciato la sua educazione musicale nel 1977 presso la Scuola Statale di Musica di I grado a Nysa (strumento principale – pianoforte) e nel 1981 continua a studiare nella Scuola Statale di Musica di I grado a Chrzanów suonando la tromba. Nel 1990 trasferitosi a Cracovia frequenta la Scuola Statale di Musica di II grado e consegue il diploma per suono della tromba. Successivamente frequenta il Dipartimento di Musica Liturgica presso l’Accademia Papale Teologica, inizia a suonare l’organo e nello stesso anno vienie ammesso all’Accademia di Musica a Cracovia. Nel 1991 frequenta il Conservatorio di Musica a Katowice dove si laurea nel 1995 al Dipartimento del Jazz e della musica leggera. Nel 2012 ha discusso la tesi di dottorato all’Università di Musica Fryderyk Chopin a Varsavia con il professore Jerzy Knetig specializzandosi poi nel 2014 con titolo della tesi „Canzone popolare polacca interpretata in linguaggio jazz, analisi delle canzoni dell’album "Śpiewnik” diventando successivamente nel 2023 professore d’arte musicale.
Ha fatto il suo debutto sul palcoscenico del jazz polacco nel 1994. Nello stesso anno si è classificato secondo al Festival Internazionale dei Cantanti Jazz a Zamość. L'anno successivo ha ricevuto un riconoscimento come un giovane artista - premio del pubblico „Klucz do kariery” („La chiave della carriera”) del festival Pomorska Jesień Jazzowa '95 (L’Autunno Pomerano del Jazz ‘95). Ha partecipato più volte ai festival musicali, tra cui: Jazz nad Odrą (Jazz all’Odra), Jazz Jamboree, Old Jazz Meeting „Złota Tarka” („Grattugia d'Oro”) a Iława, Jazz Standard Festival a Siedlce, Jazz w Muzeum (Jazz al Muzeo) a Ostrów Wielkopolski, Festiwal Piosenki Polskiej (Festival Della Canzone Polacca) a Opole e Międzynarodowy Festiwal Wokalistów Jazzowych (Festival Internazionale dei Cantanti Jazz) a Zamość. Nella seconda metà degli anni '90 si è esibito anche nel gruppo pop Soda.
Nel 2008 Michel Legrand ha invitato Janusz Szrom per cantare la canzone „What are you doing the rest of your life” durante il 50º anniversario del festival Jazz Jamboree.
Vocalista Jazz dell'Anno secondo i sondaggi del mensile „Jazz Forum” negli anni: 2009, 2010, 2011, 2012, 2013 e 2014. Critico-Giornalista Dell'Anno secondo i sondaggi dell'Associazione Grand Prix Jazz Melomani dell'anno 2019 e 2020.
Ha preso parte a due spettacoli musicali:
- Teatr Ateneum (Teatro Ateneo) 1999, „Kofta” – spettacolo composto dalle canzoni con i testi di Jonasz Kofta, diretto da Artur Barciś;
- Centralny Basen Artystyczny a Varsavia (2008), „Moniuszkowo” – spettacolo composto dai canti di Stanisław Moniuszko, diretto da Barbara Dziekan, arrangiato tra l’altro da Włodzimierz Nahorny e Andrzej Jagodziński.

Janusz Szrom è anche l'autore del progetto musicale „Straszni Panowie Trzej” („Spaventosi Signori Tre") – seconda volta nella storia dal jazz polacco arrangiamento delle canzoni di Jerzy Wasowski e Jeremi Przybora.
Negli anni 2009 – 2023 è stato membro del consiglio direttivo di Polskie Stowarzyszenie Jazzowe (Associazione Polacca Del Jazz).
Due dei suoi album hanno ricevuto il riconoscimento del disco d'oro: Straszni Panowie Trzej (Spaventosi Signori Tre) e Pogadaj ze mną (Parla con me) entrambi nel 2009.

## Didattica
Nel 2013 con Anna Serafińska, Izabela Zając e Marek Bałata è entrato nel gruppo di esperti nominato dal Centro di Educazione Artistica per preprare il programma dell'insegnamento nel campo della „vocalistica jazz” per le scuole musicali di secondo livello in Polonia.
Nell'agosto 2014 ha realizzato „Programma di Concorsi CEA per vocalistica jazz” sulla richiesta del Centro di Educazione Artistica.
Attività pedagogica nelle scuole di musica:
- Scuola Krzysztof Komeda a Varsavia (1996 – impiego come insegnante di canto)
- Scuola Statale Juliusz Zarębski di Musica di 1º e 2º grado a Inowrocław (1996 – 1998 impiego come insegnante di canto)
- Scuola di canto privata Jeremi Przybora presso il Centro Culturale Ochota (OKO) a Varsavia (2001 – 2004 impiegato come insegnante di canto)
- Scuola secondaria di Jazz Henryk Majewski a Varsavia (2004 – 2013 impiego come insegnante di canto)
- Accademia di Musica Ignacy Jan Paderewski a Poznań (2011 – 2018 impiego come docente senior)
- Accademia Teatrale Aleksander Zelwerowicz a Varsavia (2012 – attuale impiego come professore accademico)

Attività pedagogica durante i laboratori musicali (workshop):
- Workshop Nazionali di Musica per Bambini a Margonin (1995 – 2006)
- Workshop Internazionali di Musica „Cho-jazz” a Chodzież (2005 – dal 2017 direttore artistico)
- Workshop Internazionali di Jazz a Puławy (2000 – 2016)
- Workshop organizzati durante il „Festiwal Piosenki Angielskiej i Nie Tylko” „Festival della Canzone Inglese e Non Solo” a Ciechrz (2008 – 2014)
- Workshop organizzati durante il „Festiwal Piosenek Andrzeja Zauchy Serca Bicie” / „Festival delle Canzoni di Andrzej Zaucha il Battito del Cuore” a Bydgoszcz (dal 2008 finora)
- Workshop musicali organizzati durante il „Festival dell'Integrazione della Danza e del Canto” ‘Chrzanowska Lokomotywa Artystyczna’ / ‘Locomotiva Artistica di Chrzanów’ / (2008 – 2016)
- Workshop musicali invernali per bambini e adolescenti a Chodzież (2009 – 2011)
- Workshop musicali organizzati durante il „Festiwal Jazzu Tradycyjnego Old Jazz Meeting ZŁOTA TARKA” / „Festival del Jazz Tradizionale Old Jazz Meeting GRATTUGIA D'ORO" (2009 – 2011)
- Workshop polacco-ucraini a Leopoli (carica di direttore artistico negli anni 2009 – 2020)
- Workshop musicali organizzati durante il „Festiwal Piosenki Anglojęzycznej” / „Festival della canzone inglese” a Malbork (2010 – 2013)
- Workshop del jazz a Leszno (2010 – 2015)
- Workshop del jazz per studenti delle scuole secondarie „Jesienny Jazz” / „Autunno Jazz” a Stargard Szczeciński (2012 – 2018)

Ha anche insegnato il canto nei programmi musicali televisivi „Jak oni śpiewają” / „Come loro cantano” e „Fabryka Gwiazd”/ „La Fabbrica delle Star”, La Televisione Polacca 1.

## Decorazioni
- 2013 – Medaglia di bronzo „Zasłużony Kulturze Gloria Artis” / „Gloria Artis per Meriti alla Cultura”
- 2020 – Odznaka Honorowa „Za Zasługi Dla Województwa Wielkopolskiego" / Decorazione d'Onore „Per meriti riconosciuti dalla regione di Wielkopolska”
- 2020 – Medaglia d’argento „Zasłużony Kulturze Gloria Artis” / „Gloria Artis per Meriti alla Cultura”

## Discografia

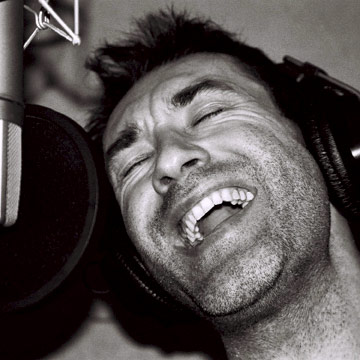
Janusz Szrom, 2005

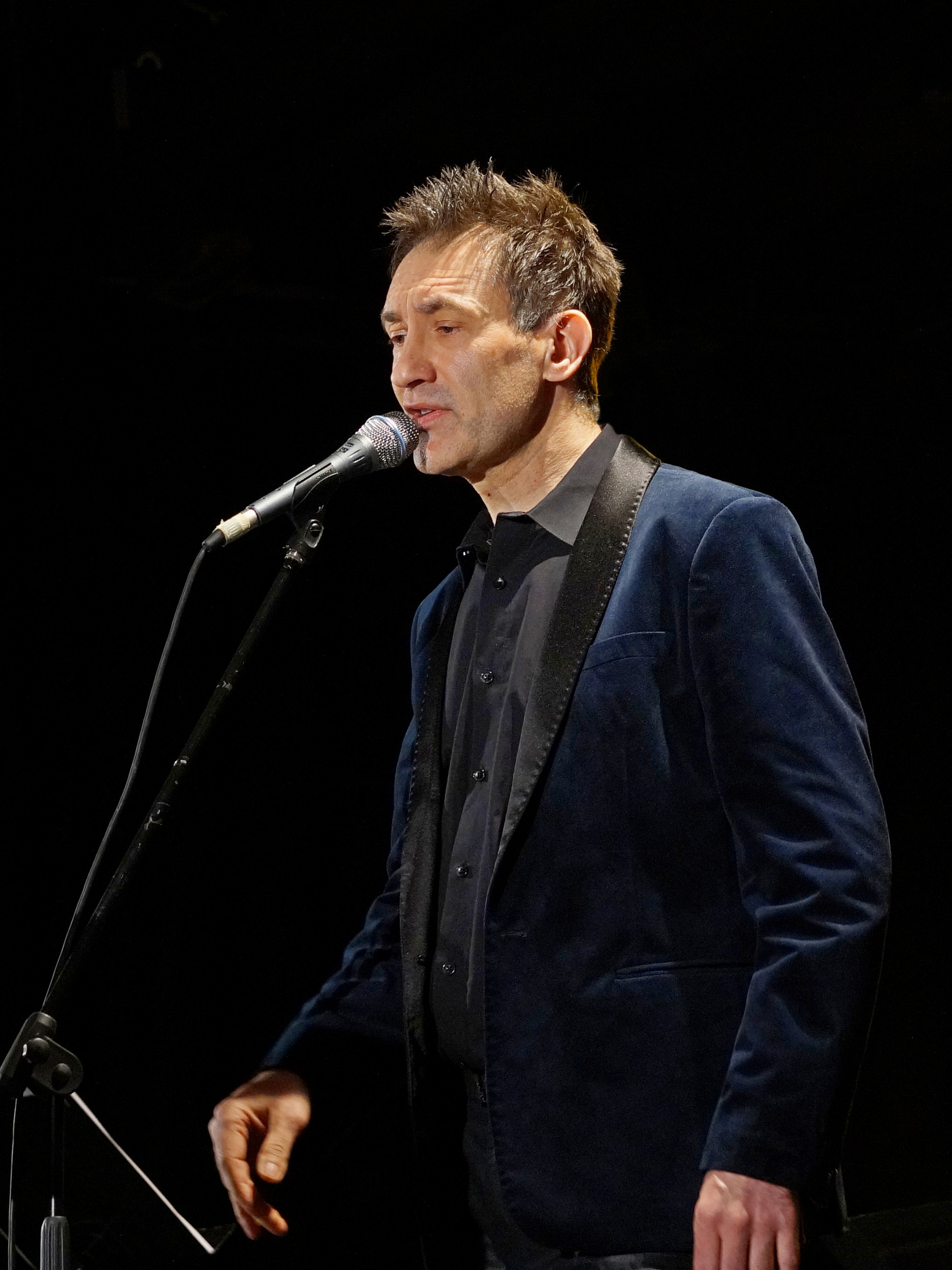
Janusz Szrom, Varsavia 2014

- Jazzowe Poetycje - Jacek i Wojtek Niedzielowie / Poetizioni Jazz – Jacek e Wojtek Niedziela, Koch International 1996
- I Love Gershwin - Danuta Błażejczyk, Jazz Forum Records 1997
- „Szeptem” - Anna Maria Jopek / „Un sussurro” – Anna Maria Jopek, Mercury/PolyGram, 1998
- „SODA”, Koch International 1998
- „SODA” („Cieplej” / „Più caldo” singolo dell’album SODA), Koch International 1998
- „SODA" („Nie mamy adresu” / „Non abbiamo un indirizzo”, singolo dell’album SODA), Koch International 1998
- „SODA” („Parę chwil” / „Pochi istanti”, singolo dell’album SODA), Koch International 1998
- „SODA" („Uwielbiam” / „Adoro” il primo singolo della band SODA), Koch International 1998
- „KOCH NEWS” (album promozionale della casa discografica KOCH) „Noc” / „Notte” del gruppo SODA, Koch International 1998
- „Gniew” / „La rabbia” - musica per il film di Marcin Ziębiński, Koch International 1998
- „Opole ’99” (le canzoni provenienti dal concerto delle prime del 36º Festival Nazionale della Canzone Polacca „Opole ’99”), TVP S.A. / Televisione Polacca S.p.a. 1999
- „Jazz w Polsce-Antologia, 1950-2000” / „Jazz in Polonia - Antologia, 1950-2000” - (La prima antologia jazz in Polonia), Polskie Radio S.A. / Radio Polacca S.p.a. 2002
- „Duke po polsku” [koncert w Sopocie] - Wojciech Młynarski & Zbig’s Band /„Duke in polacco” [concerto a Sopot] Wojciech Młynarski & Zbig’s Band: Futurex 2002
- Historia roku minionego - Jacek Niedziela / „Storia dell'anno passato” – Jacek Niedziela, Megaus WA Records 2002
- „Kofta na bis-różni wykonawcy” - (Piosenki Jonasza Kofty) / „Kofta per il bis - vari artisti” - (Canzoni di Jonasz Kofta), Warner Music Poland 2002
- „To Miłość Mi Wszystko Wyjaśniła” - Duszpasterstwo Środowisk Twórczych i Sportu Diecezji Warszawsko-Praskiej 2005 / „È stato l'amore che mi ha spiegato tutto” - Sacerdozio degli Ambienti Creativi e Sportivi della Diocesi di Varsavia-Praga 2005
- „Danuta Błażejczyk - Summertime Gershwin” - MTJ 2005
- „The Best of Polish Smooth Jazz vol.2”, Polonia Records 2006
- „Nieszpory – Artyści Polscy Janowi Pawłowi II w Hołdzie” / „Vespri - Artisti Polacchi in omaggio a Giovanni Paolo II” - Associazione degli Amanti della Musica Cristiana Gospel - Polskie Radio S.A. / Radio Polacca S.p.a. 2006
- Straszni Panowie Trzej z trio Straszni Panowie Trzej / Spaventosi Signori Tre con trio Straszni Panowie Trzej (Canzoni dal „Cabaret dei Vecchi Signori” - Kabaret Starszych Panów), AGORA 2006
- „GITANA - electric, eclectic” - GITANA 2007
- „Cicho, cicho pastuszkowie” / „Piano, piano pastorelli” (canti di Natale di Włodzimierz Nahorny e Bogdan Loebl), BLUE NOTE 2007
- „Piosenki Jonasza Kofty” /„Canzoni di Jonasz Kofta” - (Registrazione del concerto alla radio „Trójka” 5.06.2002), Giornale RZECZPOSPOLITA 2007
- „Strofki o miłości” / „Strofette d'amore”- (Registrazione del concerto alla radio „Trójka” 12.03.2006), Giornale RZECZPOSPOLITA 2007
- „Hymny - Artyści Janowi Pawłowi II w Hołdzie”/ „Inni - Artisti in omaggio a Giovanni Paolo II” - Associazione degli Amanti della Musica Cristiana Gospel 2008 Radio Polacca S.p.z 2008
- „Cafe Fogg” - (Piosenki Mieczysława Fogga) / „Cafe Fogg” – (Canzoni di Mieczysław Fogg), Sony BMG 2008
- „Przy Sercu Twoim” - (Kantata Maryjna Zbigniewa Małkowicza) / „Al tuo cuore” – (Cantata Mariana di Zbigniew Małkowicz), Zbigniew Małkowicz 2008
- „Polish Jazz 2007” - (Cofanetto da sei CD contenente le perline del jazz di star polacche), Polonia Records 2008
- „Pogadaj ze mną" / „Parla con me" (Canzoni di Wojciech Młynarski e Włodzimierz Nahorny), AGORA 2008
- „Patroni Europy i Polski - Artyści Janowi Pawłowi II w Hołdzie” / „Patroni d'Europa e della Polonia - Artisti in omaggio a Giovanni Paolo II” - Associazione degli Amanti della Musica Cristiana Gospel, Polskie Radio SA / Radio Polacca S.p.a. 2009
- „Jedno spojrzenie” - Ewa Uryga / „Uno sguardo” - Ewa Uryga, Grami Records 2009
- "Mazurek" / „Mazurca” - (Libro per bambini e CD sulla vita e l'opera di Fryderyk Chopin), Centro per la cultura e l'arte di Mazowsze 2010
- „Vibraslap” - (Il primo album d’autore del gruppo Vibraslap), LUNA 2010
- „Kaczmarski & Jazz” - (Canzoni di Jacek Kaczmarski nelle interpretazioni jazz di Maria Sadowska, Anna Serafińska e Janusz Szrom), QM MUSIC 2010
- „2º Festival commemorativo di Andrzej Zaucha - Concerto di Gala” - (registrazione del concerto del 10.05.2010), „Serca Bicie” („Battito del cuore”) 2010
- „Młynarski, żyj kolorowo” / „Młynarski, vivi in modo colorato” – serie: Poeci Polskiej Piosenki (Poeti della Canzone Polacca), Universal Music Group 2011
- „Przybora - Piosenka jest dobra na wszystko” / „Przybora - Una canzone fa bene a tutto” - serie: Poeci Polskiej Piosenki (Poeti della Canzone Polacca), Universal Music Group 2011
- „Fabryka Kolęd” / „Fabbrica dei Canti di Natale” - (Album del gruppo vocale Voice Factory), Wratislavia Productions 2011
- „The Engineers Band. Kolędy” / „The Engineers Band. Canti di Natale”- (Album dell'Orkiestra Rozrywkowa Politechniki Warszawskiej / Orchestra di Intrattenimento dell'Università della Tecnologia di Varsavia), The Engineers Band 2011
- „Osiecka o miłości” / „Osiecka sull'amore” - (Various Artists), Universal Music Polska / Universal Music Polonia 2012
- „Twoje Niebo - dzień po dniu” / „Il tuo cielo - giorno dopo giorno” - Wydawnictwo Karmelitów Bosych / Casa editrice dei Carmelitani Scalzi 2012
- „Śpiewnik” / „Libro dei canti” - (Janusz Szrom / Zbigniew Wrombel), Studio Realizacji Myśli Twórczych / Studio della Realizzazione dei Pensieri Creativi 2012
- „Duke po polsku. Live, Jazz Jamboree 2001” / „Duke in polacco. Live, Jazz Jamboree 2001” - (Wojciech Młynarski / Zbigniew Jaremko & Zbig's Band), Airtech, Polskie Radio / Radio Polacca 2013
- „Ballady i niuanse” / „Ballate e sfumature” - Polskie Radio / Radio Polacca 2013
- Straszni Panowie Trzej 2 z trio Straszni Panowie Trzej / Spaventosi Signori Tre con trio Straszni Panowie Trzej (Canzoni dal „Cabaret dei Vecchi Signori” - Kabaret Starszych Panów), Blue Note 2014
- „Sześć oceanów” / „Sei oceani” - (100 componimenti registrate tra il 1962 e il 2013, Vari artisti) Polskie Radio / Radio Polacca 2014
- „65 lat polskiej piosenki” cz.2 / „65 anni di canzone polacca” parte 2) - (Antologia delle canzoni polacche del dopoguerra. Artisti vari) Polskie Radio / Radio Polacca 2014
- „65 lat polskiej piosenki” cz.3 / „65 anni di canzone polacca” parte 2 - (Antologia delle canzoni polacche del dopoguerra. Artisti vari) Polskie Radio / Radio Polacca 2014
- „Five o,clock Orchestra. Jubilee. Feat. Janusz Szrom” - Polskie Stowarzyszenie Jazzu Tradycyjnego / Associazione Polacca del Jazz Tradizionale 2015
- „Dixie Brotherhood. Feat. Janusz Szrom. Train To New Orleans” Dixie Brotherhood 2015
- „Sześć oceanów. Ocean Popielaty” / „Sei oceani. Oceano grigio” - (il primo dei „Sei Oceani” di Agnieszka Osiecka), Polskie Radio / Radio Polacca 2015
- „Sześć oceanów. Ocean Różowy” / „Sei oceani. Oceano rosa” - (il secondo dei „Sei Oceani” di Agnieszka Osiecka), Polskie Radio / Radio Polacca 2015
- „Gram o wszystko” / „Gioco per tutto” - ...a „Hollywood” tribute to Jerzy Wasowski, 2015
- „Faceci do wzięcia” / „Uomini da prendere”- (Janusz Szrom & Bogdan Hołownia) Studio Realizacji Myśli Twórczych/ Studio della Realizzazione del Pensieri Creativi 2016
- „Pamiętajmy o Osieckiej” / „Ricordiamoci di Osiecka” – Kolekcja Okularników (Collezione di Portatori di Occhiali), Magic Records 2016
- „Tryumfy Króla Niebieskiego” / „Trionfi del Re del Cielo” (artisti vari), Bartosz Hadała 2016
- „Kolędy i pastorałki” / „Canzoni natalizi e canzoni pastorali” (Józef Eliasz i Eljazz Big-band, Anna Serafińska i Janusz Szrom), Eljazz 2016
- „Zaczarowana miłość” / „Amore incantato” (Canzoni di Leon Sęk. Artisti vari), Soliton 2016
- „Janusz Szrom. Inaczej” /„Janusz Szrom. In modo diverso” (Canzoni di Jerzy Jarosław Dobrzyński), J.Szrom 2016
- „Wojciech Majewski. Nie było lata” / „Wojciech Majewski. Non c'era l’estate” (Basato sulle poesie di Stanisław Grochowiak), MTJ 2017
- „Frank Sinatra. 100-lecie urodzin. Koncert” / „Frank Sinatra. 100º compleanno. Concerto” (Concerti alla Radio 3), Radio Polacca Tre 2017
- „Razem za Jezusem & Przyjaciele” / „Insieme dietro Gesù & gli Amici” (Concerto live dal 31 maggio 2018), Fondazione Insieme Dietro Gesù 2018
- „Młynarski o miłości” / „Młynarski sull’amore” (Canzoni di Wojciech Młynarski - artisti vari), Magnetic Records 2019
- „Ale jazz!”/ „Che Jazz!” (artisti vari), MTJ 2019
- „Janusz Szrom”, Casa Editrice P.M. Krystyna Prońko 2020
- „Krystyna Prońko - Lubię... specjalne okazje...” / „Krystyna Prońko - Mi piaccono... le occasioni speciali…”, Casa Editrice P.M. Krystyna Prońko 2020
- „Kocham Wolność” / „Amo la libertà” - album del Gruppo Artistico Rappresentativo dell'Esercito Polacco 2020

## Pubblicazioni
- „Andrzej Zaucha Song Book” (monografia in tre volumi su Andrzej Zaucha), contenente - sotto forma di notazione musicale - l'intera produzione artistica del cantante, per un totale di 240 brani, la maggior parte dei quali sconosciuti, Editore: Akademia Teatralna im. Aleksandra Zelwerowicza w Warszawie / Accademia Teatrale Aleksander Zelwerowicz a Varsavia, 2017/2018/2019[13]
- „Warsztaty Muzyczne w Chodzieży 1971-2020. Monografia” / „ Workshop Musicali a Chodzież 1971-2020. Monografia" (La storia dei corsi musicali più antichi dell’Europa raccontata attraverso i ricordi, articoli di stampa e documenti d’origine), Editore: Chodzieski Dom Kultury / Centro Culturale di Chodzież 2020[14]
- „Księga polskich standardów” / „Libro degli standard polacchi” (una serie di scritti pubblicistici che descrivono la storia della nascita e presentano gli spartiti delle più belle canzoni jazz polacche), Editore: Jazz Forum, 2017[15]